# Stenacron candidum
Stenacron candidum är en dagsländeart som först beskrevs av Jay R. Traver 1935.  Stenacron candidum ingår i släktet Stenacron och familjen forsdagsländor. Inga underarter finns listade i Catalogue of Life.